# Rubelio Blando
Rubelio Blando (en latín: Rubellius Blandus) fue un retórico de la Antigua Roma de la época de Augusto. 

## Biografía
Era originario de Tibur (hoy, Tívoli, Italia) y pertenecía a la clase ecuestre. Séneca el Viejo precisa que fue el primer declamador de rango ecuestre en Roma y enseñaba retórica, lo que le hacía más respetable.
Fue uno de los maestros de Papirio Fabiano, que a su vez, tuvo por discípulo a Séneca el Joven.
Su nieto, Cayo Rubelio Blando llegaría a ser cónsul sufecto en el 18 y procónsul de África en el 36.